# Anomobryum drakensbergense
Anomobryum drakensbergense är en bladmossart som beskrevs av Rooy 1986. Anomobryum drakensbergense ingår i släktet Anomobryum och familjen Bryaceae. Inga underarter finns listade i Catalogue of Life.